# آيت سيدي الجبل (تامشاشاط)
آيت سيدي الجبل هو دُوَّار يقع بجماعة تامشاشاط، إقليم الحاجب، جهة فاس مكناس في المملكة المغربية. ينتمي الدوّار لمشيخة تامشاشاط التي تضم 12 دوار. يقدر عدد سكانه بـ 398 نسمة حسب الإحصاء الرسمي للسكان والسكنى لسنة 2004.

## وصلات خارجية
- البوابة الوطنية للجماعات الترابية
- المندوبية السامية للتخطيط